# جورج ويلسون (لاعب كرة قدم)
جورج ويلسون (بالإنجليزية: George Wilson)‏ (و. 1981  م) هو لاعب كرة قدم أمريكية، من الولايات المتحدة، ولد في بادوكا، يلعب كمُؤمن ‏.

## التعليم
تعلم في ثانوية بادوكا تيلمان ‏.